# Witold Lutosławski

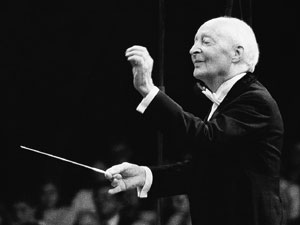
1991-ben

Witold Roman Lutosławski (Varsó, 1913. január 25. – Varsó, 1994. február 7.), lengyel zeneszerző.

## Élete
Családja 1915-ben Moszkvába költözött. A bolsevik forradalomnak apja és nagybátyja áldozatául esett. 1918-ban visszaköltöztek Varsóba.
Lutosławski hatéves korában kezdett zongorázni, később hegedülni is tanulni. Közben a varsói Báthory Gimnáziumban matematikát és természettudományokat tanult.
Zeneelmélet és zeneszerzés tanulmányokat is folytatott. 1931 és 1933 között a varsói egyetemen matematikát hallgatott. 1933-1937 között a Varsói Konzervatóriumban tanult. 1936-ban diplomázott mint zongorista, 1937-ben mint zeneszerző.
A német megszállás alatt Varsóban volt, részt vett az ellenállási mozgalomban, még partizándalokat is komponált.
A második világháború alatt addig írott művei egy kivételével elvesztek.
A háború után különböző kurzusokat vezetett sok országban, és karmesterként is sokat turnézott. Részt vett különböző zenei társadalmi szervezetek munkájában. Tevékenységét gyakran díjazták, elnyerte az UNESCO Karmesteri díját, a Jean Sibelius-díjat, a Maurice Ravel-díjat, a Royal Philharmonic Society aranyérmét, stb. A londoni, a svéd, a New York-i, a hamburgi akadémiák tiszteletbeli professzora volt.
Korai művei neoklasszikus hatást tükröznek. Az ötvenes években a szocreál nyomás miatt leginkább csak gyermekeknek és fiataloknak írt darabokat, főként lengyel népzenei ihletésű zenét. 1957-től túlnyomórészt dodekafón zenét szerzett. Legszívesebben vokális és szimfonikus műveket komponált. Stílusa teljesen másoktól független, egyéni volt, melyet az „intellektuális érzelem” jellemzett.
Zenei nyelve egyszerre költői, kifinomult és képzeletgazdag.

## Műve magyarul
- Beszélgetések Varga Bálint Andrással; Zeneműkiadó, Bp., 1974